# Chiefs d'Indianapolis
Les Chiefs d'Indianapolis sont une franchise de hockey sur glace ayant évolué dans la Ligue internationale de hockey.

## Historique
L'équipe a été créée en 1955 à Indianapolis en Indiana et firent partie de la LIH durant 7 saison, de 1955 à 1962. L'équipe fut finaliste à la Coupe Turner en 1957.

### Saisons en LIH
Note: PJ : parties jouées, V : victoires, D : défaites, N : matchs nuls, DP : défaite en prolongation, DF : défaite en fusillade, Pts : Points, BP : buts pour, BC : buts contre, Pun : minutes de pénalité
| Saison    | PJ | V  | D  | N | Pts | Classement           | Séries éliminatoires         | Entraîneur      |
| --------- | -- | -- | -- | - | --- | -------------------- | ---------------------------- | --------------- |
| 1955-1956 | 60 | 11 | 48 | 1 | 23  | 6e rang LIH          | n/d                          | Leo Lamoureux   |
| 1956-1957 | 60 | 26 | 29 | 5 | 57  | 2e rang LIH          | Finaliste de la Coupe Turner | n/d             |
| 1957-1958 | 64 | 28 | 30 | 6 | 62  | 4e rang LIH          | n/d                          | n/d             |
| 1958-1959 | 60 | 26 | 30 | 4 | 56  | 4e rang LIH          | Défaite en 1re ronde         | n/d             |
| 1959-1960 | 68 | 25 | 40 | 3 | 53  | 4e rang division Est | Hors des séries              | Marcel Clements |
| 1960-1961 | 70 | 20 | 46 | 4 | 44  | 4e rang division Est | n/d                          | n/d             |
| 1961-1962 | 67 | 19 | 48 | 0 | 38  | 6e rang LIH          | n/d                          | n/d             |

## Référence
1. ↑  (en) Statistiques des Chiefs sur http://www.hockeydb.com